# Карлес Пујол
Карлес Пујол Сафоркада (кат. Carles Puyol i Saforcada; Ла Побла де Сегур, 13. април 1978) је бивши шпански фудбалер. Целу каријеру је провео у Барселони, чији је био и капитен. Био је такође члан репрезентације Шпаније. Играо је на позицији централног дефанзивног играча, мада је по потреби могао да покрије све позиције одбране.

## Каријера
Фудбал је почео да игра у свом локалном клубу Ла Побла де Сегур и то као голман. После повреде рамена, пребацио се на позицију нападача. Године 1995. Пујол прелази у подмладак Барселоне и пребацује се на позицију дефанзивног везног играча. Године 1997. је прекомпонован у Барселону Б, где игра на десној одбрамбеној позицији.
Године 1999. тадашњи тренер Барселоне Луј ван Гал га промовише у први тим. Дебитантски ме за први тим Барселоне одиграо је 2. октобра 1999. године против Ваљадолида. Крајем сезоне 2003/04. по повлачењу Луис Енрикеа из фудбала постао је капитен клуба. За Барселону је одиграо преко 450 утакмица у свим такмичењима, чиме је трећи играч по броју укупно одиграних мечева за каталонски тим.
Дана 30. октобра 2009. продужио је уговор са челницима Барселоне на још три сезоне уз клаузулу за обештећење од 10 милиона евра. Играјући 11 сезона за Барселону освојио је исто толико трофеја, од чега три титуле првака Шпаније и две титуле првака Европе, 2006. и 2009. године.

## Репрезентација
За репрезентацију је дебитовао 15. новембра 2000. године против Холандије. за репрезентацију је наступао на Олимпијским играма 2000. Светским првенствима 2002., 2006. године, на европским првенствима 2004. и 2008. године, као и Купу конфедерација 2009. Освојио је првенство Европе са Шпанијом 2008. године и тад је сврстан у најбољи тим првенства. Има и сребро са Олимпијских игара 2000. године.
Дана 28. децембра 2001. дебитовао је и за репрезентацију Каталоније у мечу против Чилеа.